# Botanophila latirufifrons
Botanophila latirufifrons är en tvåvingeart som beskrevs av Fan 1984. Botanophila latirufifrons ingår i släktet Botanophila och familjen blomsterflugor. Inga underarter finns listade i Catalogue of Life.